# Titularbistum Meta
Meta ist ein Titularbistum der römisch-katholischen Kirche.
Die in Nordafrika gelegene Stadt war ein alter römischer Bischofssitz, der im 7. Jahrhundert mit der islamischen Expansion unterging. Er lag in der römischen Provinz Numidien.
| Titularbischöfe von Meta |                                              |                                                             |                   |                   |
| Nr.                      | Name                                         | Amt                                                         | von               | bis               |
| 1                        | Franjo Kuharić                               | Weihbischof in Zagreb (Kroatien)                            | 15. Februar 1964  | 16. Juni 1970     |
| 2                        | Leo Ferdinand Dworschak                      | emeritierter Bischof von Fargo (USA)                        | 8. September 1970 | 13. Januar 1971   |
| 3                        | Raymond Alphonse Lucker                      | Weihbischof in Saint Paul and Minneapolis (USA)             | 5. April 1984     | 21. April 1998    |
| 4                        | Antonio Buenafe SVD                          | Weihbischof in Caceres (Philippinen)                        | 9. Februar 1976   | 7. Mai 1976       |
| 5                        | Antonio María Javierre Ortas                 | Sekretär der Kongregation für das Katholische Bildungswesen | 20. Mai 1976      | 28. Juni 1988     |
| 6                        | Audrys Bačkis Titularerzbischof pro hac vice | Apostolischer Nuntius (Litauen)                             | 5. August 1988    | 24. Dezember 1991 |
| 7                        | Diego Causero Titularerzbischof pro hac vice | Apostolischer Nuntius (Italien)                             | 15. Dezember 1992 | 24. Februar 2001  |
| 8                        | Martin John Amos                             | Weihbischof in Cleveland (USA)                              | 3. April 2001     | 12. Oktober 2006  |
| 9                        | Gianfranco Girotti OFMConv                   | Kurienbischof                                               | 15. November 2006 |                   |